# Mariene ecoregio Perzische Golf
De Mariene ecoregio Perzische Golf (90) (Engels: Arabian (Persian) Gulf marine ecoregion) is een biogeografische regio en ligt in het noordwesten van de Indische Oceaan in de Mariene provincie Somalië/Arabië (19) in het Marien rijk Westelijke Indo-Pacific. De mariene ecoregio is vastgesteld door het World Wide Fund for Nature en The Nature Conservancy en is vernoemd naar de Perzische Golf.
In het oosten grenst het gebied aan de mariene ecoregio Golf van Oman (91).

## Geografie
De mariene ecoregio ligt in het noordwesten van de Indische Oceaan in de Perzische Golf voor de zuidwestkust van Iran, de zuidoostkust van Irak, de oostkust van Koeweit en Saoedi-Arabië, rond Bahrein en Qatar en voor de noordwestkust van de Verenigde Arabische Emiraten en Oman. Het gebied wordt in het oosten begrensd door de Straat van Hormuz en heeft de Eufraat en de Tigris als de belangrijkste rivieren.
Het gebied kenmerkt zich door slechts lokale zeestromingen in deze zee.

## Biogeografie
Het gebied kent zeeleven dat houdt van tropische temperaturen.